# 境相論
境相論（さかいそうろん・堺相論）とは、中世日本における所領の境界（境目）を巡る紛争のこと。

## 境相論の発生
境相論の発生は古代末にさかのぼる。平安時代中期以後の土地の開発の進行は、田畑の境界線や山野河海の用益権を巡る紛争を惹き起こした。特に国衙領などの公領に領域を広げようとする荘園とこれを阻止しようとする国司との争いや別の領主が所有する荘園同士の境界争い、山林などの使用権・収益権を巡る村同士の争い（山論・水論）などがしばしば発生するようになった。

## 中世の境相論
鎌倉幕府成立後は、東国は鎌倉幕府、西国は朝廷が境相論を行う原則が成立したが、承久の乱以後は六波羅探題が実際の審査に関与するようになった。ただし、令制国の境界線が絡む問題に関しては例外的に聖断（天皇による決定）のみが裁決として有効であった。
境相論は基本的に所領を実際に知行している者が論人（被告）、実際に知行はしていないものの正当な権利者であると主張する者を訴人（原告）とするのが典型であり、相論発生時には論人が暫定的に所領の領有が許されていたが、判決が出るまではその使用や売却・処分は制限され、収穫物は訴人側の立会いを得て行わなければならなかった。また、場合によっては訴訟機関が「中に置く」ことを宣言して一時的に一切の権利を停止して管轄下に置き、許可なく収穫物を持ち出すことは「押収狼藉」の罪となった。
境相論の訴訟は原則として論人・訴人双方が証拠となる文書類を提出して訴訟機関がこれを審査して判断したが、稀に糾明のために実際に現地で実検を行ったり、古老などからの事情聴取を行うこともあった。『御成敗式目』には境相論の規定があり、実検使の現地派遣や訴人が権利も無いのに論人を不当に訴えたことが明らかになった場合には、堺打越の罰を与えて訴人の所領の一部を論人に与えて賠償とする規定などが設けられていた。室町幕府や諸国の守護なども基本的にはこの方針を踏襲したが、当時の政治権力は刑事的・軍事的問題に発展しない限りは裁決結果を強制執行するための措置は採らなかった為に、裁決が出されても解決しない場合もあり、戦乱などで政治権力が弱体化すると裁決に従わない例も珍しくなかった。そのため、実際の解決には武力などによる自力救済を図る場合もあった。特に南北朝時代から戦国時代にかけては、村落間で境界線や入会を巡って紛争が生じた場合には、隣接村落間による実力行使による「合戦」が発生するケースがあった他、火起請・湯起請などの非科学的な神判による解決方法なども導入された。

## 境相論の解消と近世的秩序のはじまり
織田信長の政策を引き継いだ豊臣政権は、天正13年（1585年）には九州地方、天正15年（1587年）には東国・奥羽に向けて惣無事令を発し、領主間の私闘を禁じ、これによって境相論の解決機能を大名間・村落間を問わずみずからの政権に集中させようとした。刀狩令によって村々から武器の接収を図った背景には、封建秩序の確立や一揆の防止とともに、境相論における実力行使による「自力救済」が政権の政治的権威に対する脅威と看做したという背景もあった。平定された諸地域において国分をおこない、太閤検地によって耕作者を確定させたことは「自力救済」の否定であり、集権的な政府による地方支配をめざしたものだったのである。